# Joan Manuel Serrat
Joan Manuel Serrat i Teresa (Barcellona, 27 dicembre 1943) è un cantante, chitarrista e compositore spagnolo.
È una delle figure più importanti della canzone moderna sia in lingua catalana sia in castigliano. Alcuni dei suoi pezzi di maggior successo sono poesie, messe in musica da Serrat, di alcuni dei migliori poeti in entrambe le lingue, come Antonio Machado o Miguel Hernández, anche se alcuni dei suoi testi originali potrebbero essere considerati capolavori poetici.

## Biografia
Nato il 27 dicembre del 1943 nel quartiere barcellonese del Poble Sec, in una famiglia operaia, studiò ingegneria industriale e al contempo imparò a suonare la chitarra. Nel 1964 partecipò a un programma di Radio Barcellona dove cantò uno dei suoi pezzi. Poco dopo, gli fu offerto un contratto per la registrazione del suo primo disco.
Serrat è stato, insieme a Lluís Llach, uno dei primi esponenti della cosiddetta Nova cançó catalana. Da quando, alla fine degli anni sessanta, cominciò a cantare in castigliano e apparire in riviste di "fan" e partecipare ad alcuni film, molti dei suoi "fedeli da sempre" cominciarono a considerarlo un traditore della causa nazionalista catalana.
Nel 1968 fu annunciato che Serrat avrebbe rappresentato la Spagna all'Eurovision Song Contest con il pezzo La, la, la. La canzone era scritta da Ramón de la Calva, uno dei membri del duo Dúo Dinámico, ricalcando lo stile e gli argomenti delle canzoni di Serrat (canto dei piaceri semplici della vita, la madre, la terra, lo svegliarsi, la natura...). Secondo la versione più diffusa da allora, Serrat volle cantare la canzone in catalano, ma la dittatura franchista non glielo permise. Secondo altre versioni, Serrat aveva già registrato la canzone in castigliano, e la rivendicazione di cantarla in catalano sarebbe stata una mossa del manager di Serrat, che avrebbe avuto in mente un negoziato: chiedere, in un primo momento, di cantare tutta la canzone in catalano per poi arrivare al compromesso con le autorità di introdurre soltanto una frase in catalano all'interno del testo in castigliano, poiché il fine ultimo della mossa era riconquistare il pubblico nazionalista catalano di Serrat. L'idea, però, non piacque assolutamente al governo franchista, che da allora bandì a lungo Serrat dalla Televisión Española, all'epoca l'unica TV esistente in Spagna. Il pezzo venne successivamente interpretato da Massiel, che ha conquistato la vittoria al concorso canoro europeo a Londra.
Nel 1969 andò per la prima volta in tour in Sud America. Nel 1970 si rinchiuse, come protesta, nel Monastero di Montserrat, manifestando così contro il processo di Burgos e la pena di morte.
Nel 1971 pubblica Mediterráneo, uno dei suoi dischi più importanti. L'anno successivo pubblica Miguel Hernández, omaggio a uno dei grandi della letteratura spagnola. Nel 1974 gli fu permesso di apparire nuovamente alla TV spagnola, ma nel 1975, certe sue dichiarazioni lo obbligano a un anno di esilio per l'emissione di un ordine di arresto contro di lui. Molti dei suoi lavori vengono proibiti dal regime. Nel 1978 sposa Candela Tiffón e un anno dopo nasce sua figlia Maria. Nuovi lavori appaiono nel 1981 (En tránsito) e 1983 (Cada loco con su tema). Nel lungo tour americano che segue, Gira 84, non gli è permesso di cantare in Cile, dove governa il regime di Pinochet.
Negli anni successivi continua a pubblicare lavori, come El sur también existe, Bienaventurados, Utopía e Nadie es perfecto. Si esibisce concerti con altri cantanti amici, come Víctor Manuel, Ana Belén e Miguel Ríos. Nel 2003 pubblica Serrat sinfonico, con la collaborazione della Orquesta Sinfónica de Barcelona y Nacional de Catalunya, sotto la direzione musicale di Juan Amargos.

## Serrat in Italia
In Italia Serrat ha inciso nel 1968 un 45 giri in italiano, Io canto/Poema, pubblicato dalla Durium, con i testi in italiano di Paolo Limiti.
Limiti ha poi tradotto altre canzoni di Serrat, interpretate per lo più da Mina, di cui la prima è stata nel 1969 Bugiardo e incosciente, versione di La tieta (La zietta). Il testo italiano non ha nulla a che fare con l'originale, ma il brano è diventato un classico ed è stato interpretato anche da Ornella Vanoni, Rita Pavone, Jula de Palma e Carmelo Pagano.
Successivamente, sempre su testo di Limiti, Mina interpreta Ballata d'autunno (Balada de otoño) nel 1972 e Ahi mi' amor (Romance de Curro "El Palmo") nel 1983.
Limiti ha anche collaborato con Gino Paoli, traducendo con lui Barquito de papel, diventata in italiano Sogno di gioventù, che Paoli ha inciso nel 1972 nel suo album Amare per vivere; due anni dopo il cantautore ha dedicato a Serrat un intero album dal titolo I semafori rossi non sono Dio, con 12 brani adattati in italiano da Lorenzo Raggi.
Paoli ha poi inciso nel 1996 un altro celebre brano di Serrat, Penelope, in italiano Il vestito rosso, nel suo album Appropriazione indebita.
Un'altra versione di La Tieta, stavolta in dialetto modenese, è stata pubblicata nel 2004 da Francesco Guccini nell'album Ritratti. La ziatta stavolta rimane fedele alla storia originale di un'anziana zia morente.
Nel 2007 Mina inserisce nel suo album Todavía il brano Sin piedad, in cui duetta con Serrat.
Nel 2008 Joan Manuel Serrat incide Quelle piccole cose (Aquellas pequeñas cosas nella traduzione di Sergio Secondiano Sacchi) per l'omonimo album collettivo del Club Tenco.

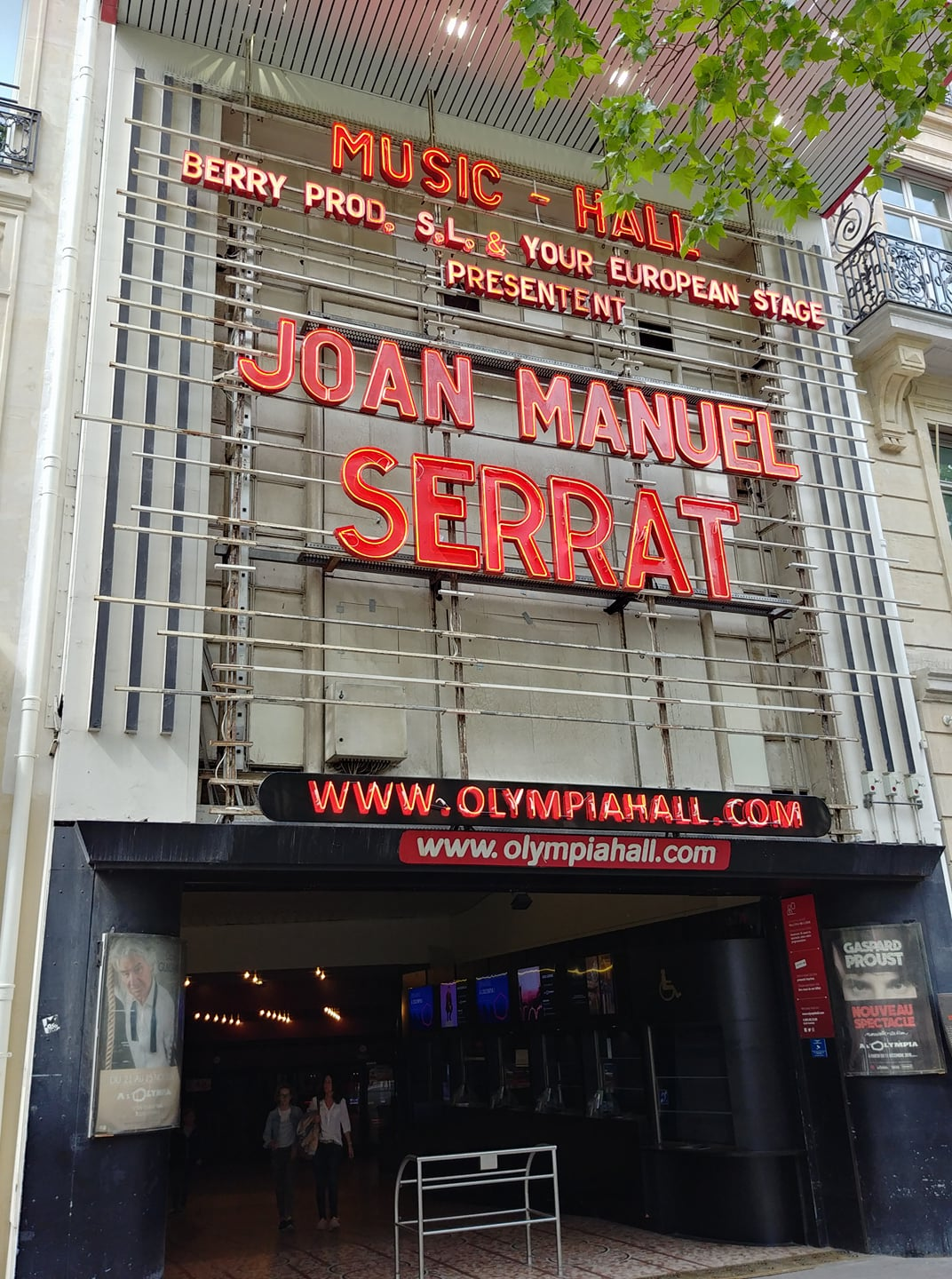
Il concerto di Joan Manuel Serrat annunciato sulla facciata dell'Olympia de Paris, il 12 maggio 2018 (tour "Mediterraneo da Capo")

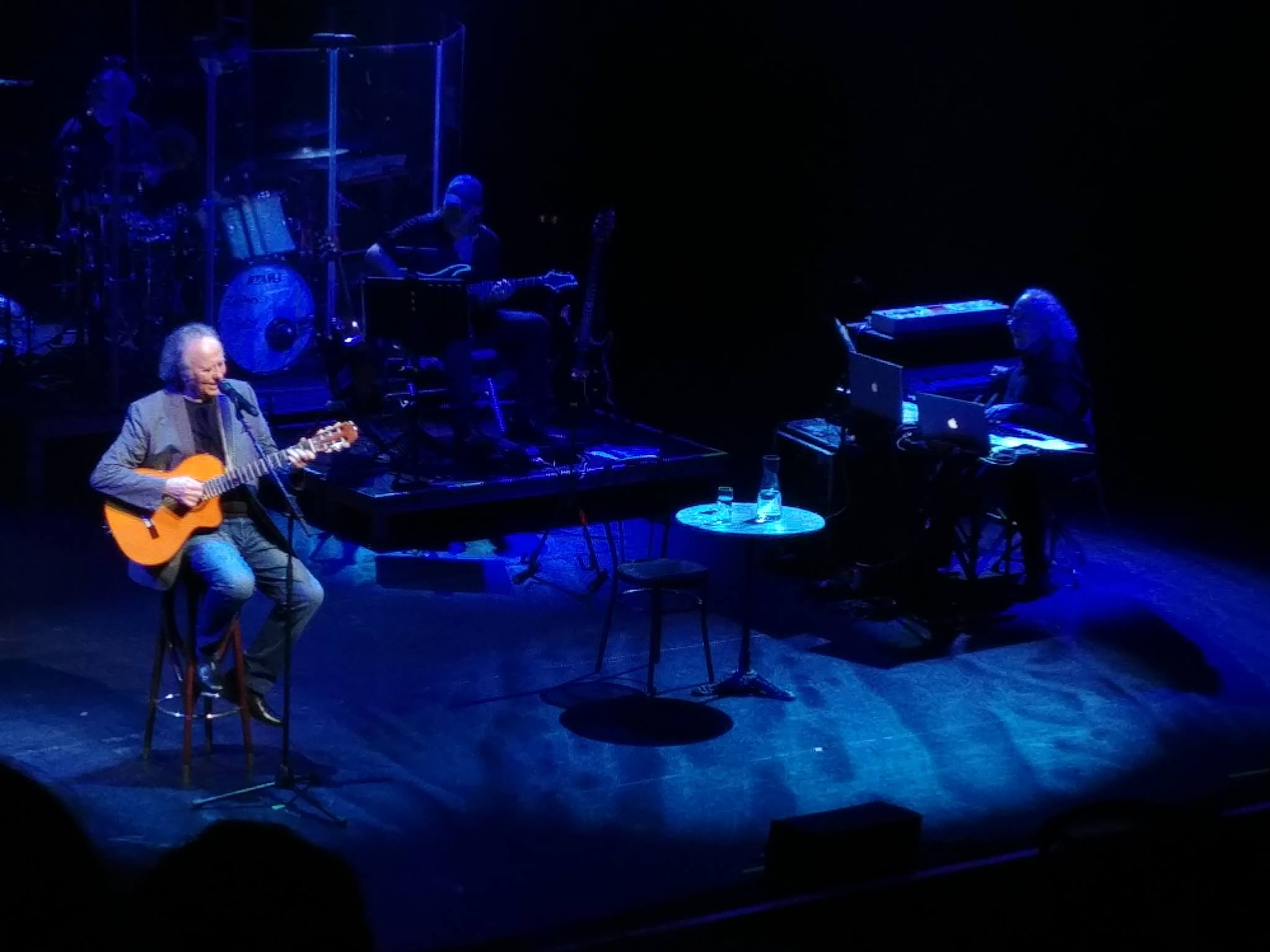
Joan Manuel Serrat durante il concerto il 12 maggio 2018 all'Olympia de Paris (tour "Mediterraneo da Capo")

## Discografia
- Ara que tinc vint anys (Edigsa, 1967)
- Cançons tradicionals (Edigsa, 1968)
- Como ho fa el vent (Edigsa, 1968)
- La paloma (Zafiro/Novola, 1969)
- Dedicado a Antonio Machado, poeta (Zafiro/Novola, 1969)
- Serrat 4 (Edigsa, 1970)
- Mi niñez (Zafiro/Novola, 1970)
- Mediterráneo (Zafiro/Novola, 1971)
- Miguel Hernández (Zafiro/Novola, 1972)
- Per al meu amic (Edigsa, 1973)
- Canción infantil (Zafiro/Novola, 1974)
- ...Para piel de manzana (Ariola, 1975)
- Res no és mesquí (Edigsa, 1977)
- 1978 (Ariola, 1978)
- Tal com raja (Ariola, 1980)
- En tránsito (Ariola, 1981)
- Cada loco con su tema (Ariola, 1983)
- Fa vint anys que tinc vint anys (Ariola, 1984)
- En directo (Ariola, 1984)
- El sur también existe (Ariola, 1985)
- Sinceramente teu (con María Bethania, Raimundo Fagner, Gal Costa, Caetano Veloso e Toquinho) (Ariola, 1986)
- Bienaventurados (Ariola, 1987)
- Material sensible (Ariola, 1989)
- Utopía (Ariola, 1992)
- Nadie es perfecto (Ariola, 1994)
- Banda sonora d'un temps d'un país (Ariola, 1996)
- El gusto es nuestro (con Ana Belén, Miguel Ríos e Víctor Manuel) (Ariola, 1996)
- Liliana, Historia de Babar y Viaje a la luna (racconti con musica, Audivis Ibérica, 1997)
- Sombras de la China (Ariola, 1998)
- Cansiones (Ariola, 2000)
- Versos en la boca (BMG, 2002)
- Serrat sinfónico (BMG, 2003)
- Mô (BMG, 2006)
- Dos pájaros de un tiro (con Joaquín Sabina) (2007)